# Ráztočno
Ráztočno es un municipio del distrito de Prievidza en la región de Trenčín, Eslovaquia, con una población estimada a final del año 2024 de 1238 habitantes.
Se encuentra ubicado al este de la región, cerca del río Nitra (cuenca hidrográfica del Danubio) y de la frontera con las regiones de Banská Bystrica y Žilina.

## Demografía
| Año        | 1994 | 2004    | 2014    | 2024    |
| ---------- | ---- | ------- | ------- | ------- |
| Población  | 1173 | 1237    | 1216    | 1238    |
| Diferencia |      | +5,45 % | −1,69 % | +1,80 % |

| Año        | 2023 | 2024    |
| ---------- | ---- | ------- |
| Población  | 1247 | 1238    |
| Diferencia |      | −0,72 % |